# Stanger
Stanger is een historisch Engels merk, dat bijzondere 538 cc tweetakt V-twin motorfietsen bouwde. Ze werden tussen 1921 en 1923 door Stanger Engine Co. in Tottenham gebouwd, bij Londen. De motor had een deelbaar carter en een ontstekingsinterval van 180°. Er werden er niet veel gebouwd.